# Аурванділь

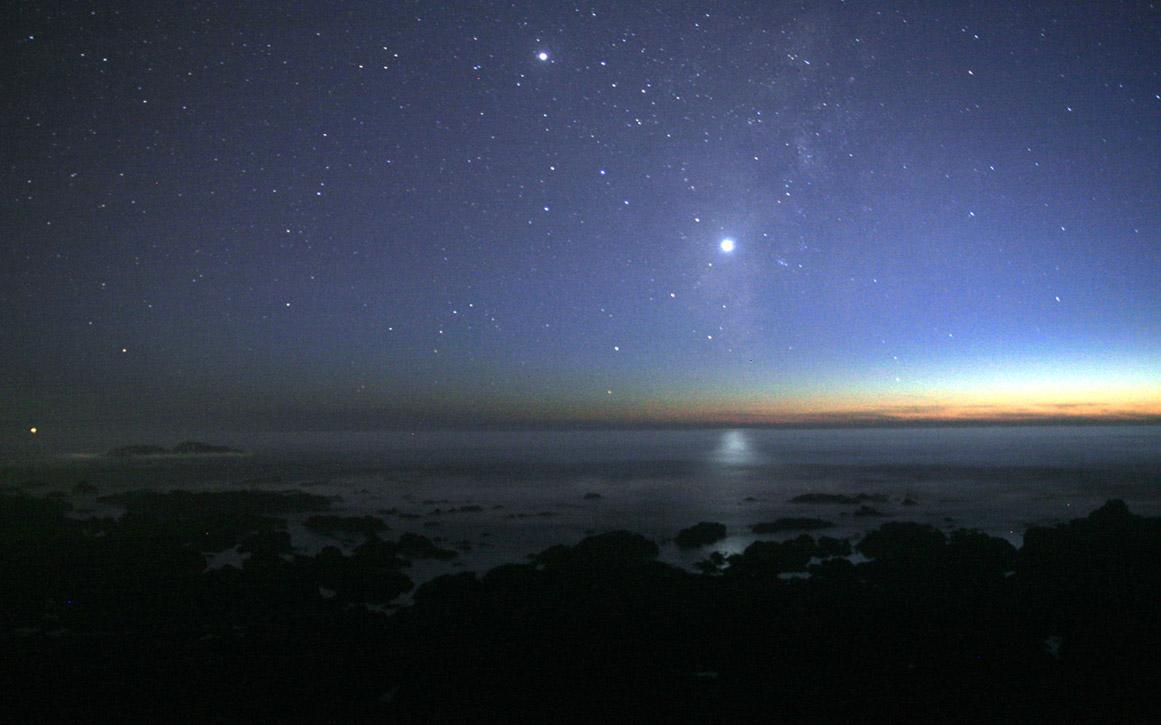
Англосаксонське слово earendel використовувалося на позначення Венери — «вранішньої зорі, яка яскраво сяє на світанкові перед тим, як встає сонце»

Аурванділ (Еарендел, давньосканд. Aurvandil; давн-англ. Ēarendel; ланґобард. Auriwandalo; давн.в-нім. Orentil, Erentil; лат. Horuuendillus) — імовірно, епітет «вранішньої зорі» Венери в германо-скандинавській міфології. На базі саме цього ангела з давньоанглійської міфології Дж. Р. Р. Толкін створив літературного персонажа Еаренділа.
Фраза з англосаксонської поеми, в якій згадується Еарендел, стосується дохристиянських праведників, які очікують в пеклі Пришестя Христа. Вони просять Еарендела звільнити їх від deorc déaþes sceadu — «темної тіні смертної». Ці рядки збігаються з латинським антифоном О Oriens…, слова якого звернено до Христа: «О, Світле, Що Сходить, Слава вічного світла та Сонце правосуддя, прийди й засяй сидячим у темряві та тіні смертній…».
Давньоанглійською слово earendel означає «сяюче світло, промінь». Найдавнішою відомою формою цього слова є earendil, також зустрічається варіант eorendel. Цим терміном англосакси називали вранішню зорю — Венеру. Згідно з цим значенням в «Бліклінзьких проповідях» «новим Еоренделем» названо Івана Хрестителя, адже він є предтечею Христа подібно вранішній зорі, яка передвіщає появу сонця.
Аналогічні англосаксонському Еаренделу персонажі зустрічаються й в інших германських народів. Сноррі Стурлусон у «Молодшій Едді» згадує Аурванділя — супутника бога Тора. Згідно з оповіддю, Аурванділь відморозив палець і кинув його у небо, де той став зіркою. В німецькій поемі «Орендел» (приб. 1200 р.) розповідається про сина короля Орендела, який пережив кораблетрощу біля берегів Святої Землі, а після повернення на батьківщину став сповідувати християнську віру серед свого народу. Згідно Саксона Граматика був конунгом ютів і батьком Амледа. В англійській мові існує ім'я Арундел (англ. Arundel), яке є сучасною формою давньоанглійського слова «Ерендел».